# Tim Ward
Tim Ward, właśc. Timothy Robert Ward (ur. 28 lutego 1987 w Waukesha) – amerykański piłkarz występujący na pozycji obrońcy.
W MLS rozegrał 71 spotkań.